# Moartea e meseria mea
Moartea e meseria mea (în germană Aus einem deutschen Leben) este un film german din 1977, bazat pe scenariul regizorului Theodor Kotulla, cu Götz George în rolul principal. Scenariul este bazat pe romanul francez La mort est mon métier al lui Robert Merle, publicat în 1952.
La fel ca romanul, filmul se bazează parțial pe înregistrările interogatoriului din procesul împotriva lui Rudolf Höss, ofițer SS și comandant al lagărului de concentrare și exterminare nazist de la Auschwitz, precum și pe notițele sale autobiografice. El a scris aceste notițe în timpul petrecut ca prizonier de război britanic, apoi, după ce a fost extrădat, ca prizonier polonez în 1946-1947, înainte de a fi executat ca un criminal de război condamnat. În loc să se folosească numele lui Rudolf Höss, a cărui viață a inspirat acest film, s-a folosit pseudonimul Franz Lang. Adevăratul Rudolf Höss s-a ascuns, lucrând ca barcagiu după Al Doilea Război Mondial, sub acest nume (fals) până când a fost demascat și arestat în 1946.
Filmul este împărțit în 14 episoade diferite, care descriu scene fragmentare și importante din viața lui Franz Lang (alias Rudolf Höss).

## Distribuție
- Götz George ca Franz Lang
- Hans Korte⁠(d) ca Heinrich Himmler